# San Juan Ocotepec
San Juan Ocotepec är en ort i Mexiko.   Den ligger i kommunen Atlixco och delstaten Puebla, i den sydöstra delen av landet, 80 km sydost om huvudstaden Mexico City. San Juan Ocotepec ligger 2 213 meter över havet och antalet invånare är 825.
Terrängen runt San Juan Ocotepec är huvudsakligen kuperad, men åt nordväst är den bergig. Runt San Juan Ocotepec är det tätbefolkat, med 459 invånare per kvadratkilometer. Närmaste större samhälle är Atlixco, 12,0 km öster om San Juan Ocotepec. Omgivningarna runt San Juan Ocotepec är en mosaik av jordbruksmark och naturlig växtlighet.